# Balamban
Balamban é um município de  primeira classe de renda municipal (d) na província Cebu, nas Filipinas. De acordo com o censo de 1 de maio  de  2020 possui uma população de 95 136 pessoas e 22 748 domicílios.